# Шаррье, Анн
 Анн Шаррье (фр. Anne Charrier ; род. 16 марта 1974 года, Рюффе́к (фр. Ruffec) , Франция) — французская актриса театра и кино, а также обладательница 4 премий и 4 номинаций на различные кинопремии.

## Карьера
Анн Шаррье наиболее известна благодаря главной роли в триллере «Плата» 2006 года, в котором она сыграла девушку по вызову из Нидерландов. Фильм был представлен на 22 международном кинофестивале в Брауншвейге. Роль стала кинодебютом для Анн, однако на телевидении к этому моменту у неё их было уже более двадцати.
11 июля в российский прокат выйдет комедия «Красавчик со стажем» с Анн Шаррье в одной из главных ролей. Её партнёром по картине стал знаменитый французский актёр Кад Мерад.

## Избранная фильмография
- 2019 — Красавчик со стажем / Just a Gigolo
- 2018 — Пока ты не спишь (мини-сериал) / Maman a tort
- 2017 — Краш-тест Аглаи / Crash Test Aglaé
- 2016 — Марсель / Marseille
- 2015 — Я рассчитываю на вас / Je compte sur vous
- 2015 — Мы хотели всё изменить / On voulait tout casser
- 2013 — Парижский отсчёт / Le jour attendra
- 2012 — Мои герои / Mes héros
- 2011 — Искусство обольщения / L’art de séduire
- 2015 — Мы хотели всё изменить / On voulait tout casser
- 2010 — Дом терпимости (сериал, 2010—2013) / Maison close
- 2007 — Париж. Закон и порядок (сериал, 2007 — …) / Paris enquêtes criminelles
- 2006 — Плата / Paid